# Thomas Fitzsimons

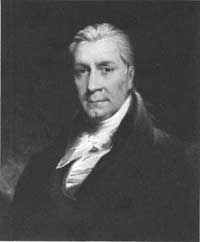

Thomas Fitzsimons (Reino da Irlanda, outubro de 1741 – Filadélfia, 26 de agosto de 1811) foi um comerciante irlandês radicado nos Estados Unidos. Foi político na cidade de Filadélfia, tendo representado a Pensilvânia no Congresso Continental, na Convenção da Constituição, e no Congresso.
Fitzsimons e Daniel Carroll eram os únicos católicos entre os 55 Pais Fundadores.
O colégio Thomas Fitzsimons, em Filadélfia, foi nomeado em sua homenagem.